# Carbon tetraiodide
Carbon tetraiodide là một tetrahalomethan với công thức hóa học CI4. Nó có màu đỏ tươi, là một ví dụ tương đối hiếm của một dẫn xuất methan có màu sắc đậm. Nó chỉ có 2,31% tính theo trọng lượng carbon, mặc dù các dẫn xuất methan khác được biết đến với lượng carbon thấp hơn.

## Cấu trúc
Phân tử tứ diện có khoảng cách liên kết C–I là 2,12 ± 0,02 Å. Các phân tử được hơi dày đặc với các liên lạc ngắn giữa các nguyên tử iod là 3,459 ± 0,03 Å và có thể vì lý do này, nó có nhiệt và quang hóa không ổn định.
Carbon tetraiodide kết tinh trong cấu trúc tinh thể tứ diện (a = 6,409, c = 9,558 (×10−1 nm)).

## Tính chất, điều chế, sử dụng
Carbon tetraiodide hơi phản ứng với nước, tạo ra iodoform và I2. Nó hòa tan trong dung môi hữu cơ không phân cực. Nó phân hủy bởi nhiệt và ánh sáng thành tetraiodoethylen, C2I4. Sự tổng hợp của nó đòi hỏi việc trao đổi halogen của AlCl3, được tiến hành ở nhiệt độ phòng:
CCl4 + 4EtI → CI4 + 4EtCl
Sản phẩm kết tinh từ dung dịch phản ứng.
Carbon tetraiodide được sử dụng làm chất phản ứng iod, thường khi phản ứng với các base. Xeton được chuyển đổi thành 1,1-diiodoalken khi xử lý bằng triphenylphosphin (PPh3) và carbon tetraiodide. Alcohol được chuyển đổi thành iodide, bằng một cơ chế tương tự như phản ứng của Appel. Trong một phản ứng Appel, carbon tetrachloride được sử dụng để tạo ra alkyl chloride từ alcohol.

## An toàn
Các nhà sản xuất khuyên rằng nên bảo quản carbon tetraiodide ở nhiệt độ gần 0 ℃ (32 ℉). Đây là một chất kích thích. LD50 của nó là 178 mg.kg−1. Nói chung, hợp chất hữu cơ perhalogen hóa nên được coi là độc hại, trừ các perfluoroalkan (chủ yếu là trơ do độ bền của liên kết C–F).